# Niguza habroscopa
Niguza habroscopa är en fjärilsart som beskrevs av Oswald Beltram Lower 1915. Niguza habroscopa ingår i släktet Niguza och familjen nattflyn. Inga underarter finns listade i Catalogue of Life.